# 마이클 벤트리스

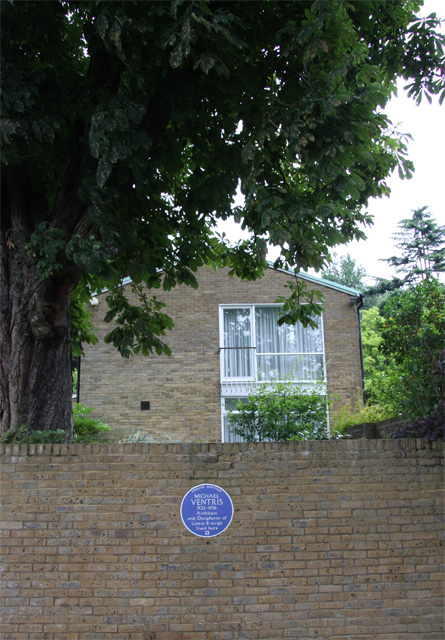
벤트리스의 집.

마이클 조지 프란시스 벤트리스(Michael George Francis Ventris, 1922년 7월 12일 ~ 1956년 11월 6일)는 영국의 건축학자였으며 전통적인 학자였던 존 채드윅과 함께 선형문자 B를 해독하였다.

## 생애
벤트리스는 스위스의 Stowe School에서 공부했다. (Stowe는 18세기의 시골 집이었다. 이와는 대조적으로 그의 어머니인 도로테아 벤트리스(Dorothea Ventris)는 Highgate에 위치한 Berthold Lubekin이 지은 근대적 건물의 정점이라 할 수 있는 아파트에 살았다.) 그는 여섯 개의 유럽 언어를 구사할 수 있었으며 라틴어를 읽고 고전 그리스어를 읽을 수 있었다. 그는 Architectural Association School of Architecture에 1940년 입학하여 1948년에 졸업하였다. 그는 1936년 아서 에번스(Sir Arthur Evans)에 의해 구성된 미노아 문명에 관한 전시회에 학교 여행 차 들렀다가 선문자에 대해 관심을 가지기 시작하였으며, 그 후 17년 동안 선형문자 B의 이해에 온 힘을 쏟았다. 그는 결국 1951-1953년 사이에 선형문자 B를 해독하였으나 1956년 교통사고로 34살이라는 이른 나이에 사망하였다.

## 선형문자 B와 그 해독
1900년 고고학자 아서 에번스 경은 크레타 섬의 고대 도시인 크노소스를 발굴하기 시작하였다. 발굴과정에서 그는 알 수 없는 글자들이 적힌 점토판을 발견하였는데 그 중 더 오래된 것을 선형문자 A(Linear A), 더 최근의 것들을 선형문자 B(Linear B)라고 명명하였다. 그는 그 후 몇 십 년 동안 그들을 해독하기 위해 노력하였으나 성과를 보지 못하였다.
에번스가 문자를 해독하지 못한 데에는 그 스스로에서 비롯된 원인도 일정 부분을 차지하였다. 그는 크레타 문명의 본질(내지 성질)에 관한 강한 신념을 가지고 있었고, 선형문자 B(Linear B)가 미노아인의 문자라고 확신하였다. 그가 지닌 학계에서의 강력한 정치적 위치 덕분에, 점토판에 쓰인 언어가 (일종의) 그리스어라는 가능성을 두고(비록 그 가능성이 사실이라는 몇몇 힌트들이 존재했지만) 그의 의견에 의문을 제기하는 많은 학자들의 의견을 꺾을 수 있었다.
벤트리스의 초기 가설(이론)은 에트루리아어와 미노아 어가 서로 관련 있고, 이것이 아마도 해독에 중요한 열쇠가 될 수 있다는 것이었다. 비록 이것은 틀린 것으로 밝혀졌지만 그는 1950년대 초까지 계속 그 연결고리를 찾아 헤메었다.
에번스가 죽은 뒤 얼마 후, 엘리스 코버(Alice Kober)는 선문자 B의 특정 단어들이 어미에 변화를 가진다는 것을 알아차렸다. – 아마도 라틴어나 그리스어와 같은 어형 변화. 이 단서를 이용하여 벤트리스는 점토판의 기호와 자모(자음과 모음)와 연관있는 일련의 격자들을 만들어내었다. 그 자모가 알 수 없는 상태로 남아있는 동안, 벤트리스는 추측을 시작하기에 충분한 기본적인 언어의 구조에 대해서 배우게 됐다.
1939년 선형문자 B가 적힌 많은 수의 점토판이 그리스 본토의 필로스(Pylos)에서 발견되었는데 이것은 선형문자 B가 오직 크레타에서만 쓰였다고 생각했던 에번스에게는 매우 놀라운 일이었다. 그리고 또한 그가 크레타의 점토판에서 보았던 일련의 상징들이 이름들이라는 것을 믿을 수 있을 만한 증거들도 있었다. 특정 이름들이 크레타 문서들에서 밖에 나타나지 않는다는 사실을 알아차린 그는 그 이름들을 섬의 도시들에 적용시켜보는 기발한 추측을 해 내었으며, 그것은 결국 맞는 것으로 입증이 되었다. 상징들로 무장한 그는 그것으로부터 해독할 수 있었고, 벤트리스는 곧 대부분의 문서들을 해독하여, 선형문자 B가 기록하고 있는 기본적 언어는 사실 그리스어라는 것을 결론 내릴 수 있게 되었다. 적어도 선형문자 B에 관해서는 크레타 문명에 의해 만들어진 미노아 역사에 관한 에번스의 이론들을 뒤집은 그의 이론은 미케네 그리스의 일부로 계속 이어져 오고 있다.
벤트리스와 함께 연구를 수행한 채드윅의 “The Decipherment of Linear B”에서 벤트리스의 연구와 관련된 기록을 읽을 수 있다.
“그리스어로 된 미노아의 자료를 읽을 때, 표면상으로 가장 가망성 있는 시도 중 하나는 스웨덴의 고고학 교수 Axel Persson에 의해 1930년에 만들어진 것이었다. 4년 전, 그의 지휘아래 원정은 Pelopormese의 북서쪽인 Nauplia근처, Asine에 마지막 미케네 사람 무덤을 발견했다. 가장자리에 비문이 나타나있는 항아리와 함께. 그는 이 기호들과 고전적인 키프로스 섬 사람들의 음절문자표를 비교했고, 이 기준으로 그는 몇몇의 문자를 번역했다. 하나를 제외하고, 이것은 그리스어와 같아 보이지 않는다. 하지만 키프로스 섬 사람의 철자 규칙을 가정하면 po-se-i-ta-wo-no-se는 정말 같은 포세이돈 이름의 소유격 형식이었다. 유감스럽게도 크레타 문명 필기문자에서 저 전문가는 그의 (그리스어와의) 동일시에서 사람들의 확신을 공유할 수 없었다. 항아리 위에 그 기호는 선형문자 B 혹은, 청동기 시대 필기문자로 알려진 어떤 다른 것과 아주 다르다. 그리고 그것은 고전적인 키프로스 섬 사람의 음절 문자표와 유사점을 보기 위해서 많은 상상력을 요구한다. 사실 조심스러운 원본의 검사 후에 벤트리스가 마크(문자)들이 모두 글자는 아니라는 결론에 도달하였다. ;그들은 아마도 낙서 혹은 글자를 모르는 사람이 글자의 모양을 흉내내려는 시도처럼 보였다. 정형화의 부족과 기호들 사이의 조악한 깨짐이 명확하였으며, 한 쪽 끝에서 그것은 마치 장식적인 패턴과 더 유사해 보이는 일련의 곡선으로 꼬리를 그렸다. Persson에 의해 읽혀졌던 이름의 형태가 Myeenaean 지방의 언어로 볼 때 틀렸다고 알려지게 된 것을 보는 것은 매우 흥미롭고 할 수 있다.”
선형문자 B는 아가멤논이 다스렸다고 전해지는 미케네(Mycenae)의 이름을 딴 미케네 그리스어(Mycenaean)를 쓰기 위해서 기원전 1500년에서 1200년 사이에 쓰였다. 선형문자 B 점토판은 주로 대부분이 재료들과 물건들의 목록을 적는 기록으로서 회계장부라고 볼 수 있으며, 최초로 문자로 쓰인 그리스어의 예라고 할 수 있다.

### 선형문자 B 표음문자
선형문자 B는 약 87개의 음성기호로 구성되어 있는데, 선형문자 A의 기호들에서 50개를 차용하고 10개를 수정하였으며 나머지 선형문자 A의 기호들은 버리고, 새로운 17개의 기호를 추가하여 만들어졌다.

### 선형문자 B 표어문자(logogram)
선형문자 B에는 음성기호 뿐만이 아니라 표어문자들도 있다. 이 선형문자 B의 표어문자들은 선형문자 B의 표음문자 체계 밖에 존재하며, 주로 거래되던 물품들을 대표하고 있다. 선형문자 B는 주로 거래를 기록하는 데에 쓰였기 때문에 이것이 그리 놀라운 것은 아니다. 몇몇 표어문자들은 그것이 의미하는 것과 유사하게 닮아있으며 그렇기 때문에 그림문자로 불리기도 한다. 아직 모든 표어문자들이 해독된 것은 아니다.